# یورن فرانک راسموسن
یورن فرانک راسموسن (انگلیسی: Jørgen Frank Rasmussen؛ زادهٔ ۲۱ نوامبر ۱۹۳۰) دوچرخه‌سوار اهل دانمارک است.